# Blanka Burgundská
Blanka Burgundská (1296 – duben 1326) byla francouzská a navarrská královna, první manželka krále Karla IV. Za cizoložství byla několik let uvězněna a po anulování manželství dožila v klášteře.

## Život
Blanka se narodila jako třetí dcera burgundského hraběte Oty IV. a Mahaut z Artois. 20. května 1308 byla v Corbeil provdána za svého vrstevníka, francouzského prince Karla.
Počátkem roku 1314 byla za přispění své švagrové Izabely, manželky anglického krále Eduarda II. společně se svou další švagrovou Markétou zatčena. Obě ženy byly obviněny z cizoložství. Král Filip IV. nechal zatknout také oba mladíky, kteří se měli oddávat necudným hrátkám s manželkami francouzských princů. Byli zaživa vykucháni, vykastrováni, sťati a pověšeni na šibenici. Pohlavní orgány popravených byly hozeny psům. Obě cizoložnice byly zavřeny na hradě Gaillard. Blančina starší sestra Jana byla podezřelá, že o celé avantýře věděla. Byla za trest v domácím vězení a jako jediná se dočkala podpory od svého muže hraběte Filipa z Poitiers.
Karel, Blančin manžel, se na královský trůn dostal po mnoha peripetiích roku 1322 a samozřejmě potřeboval mužského dědice. 19. května 1322 bylo smutné manželství anulováno. Král se mohl znovu oženit a doufat v potomstvo. Blanka byla propuštěna a odešla do klášterního ústraní v Maubuisson, kde roku 1326 zemřela.